# کارداسی‌ها
کارداسی‌ها (انگلیسی: Cardassian) یا کارداسیایی‌ها یک گونه خیالی فرازمینی در مجموعه علمی-تخیلی آمریکایی «پیشتازان فضا» هستند. آن‌ها در سال ۱۹۹۱ برای سریال «پیشتازان فضا: نسل بعدی» طراحی شدند و سپس در سریال‌های بعدی «پیشتازان فضا: عمق فضای نهم» و «پیشتازان فضا: وویجر» مورد استفاده قرار گرفتند.
نویسندگان «نسل بعدی» کارداسی‌ها را برای قسمت چهارم فصل «The Wounded» به عنوان دشمنان جدید برای خدمه USS Enterprise-D معرفی کردند تا در سطح شخصی با آن‌ها تعامل داشته باشند، زیرا بورگ فاقد شخصیت یا فردیت بود و مانع درام بین فردی می‌شد.
در این سریال که در قرن ۲۴ اتفاق می‌افتد، کارداسیایی‌ها به عنوان موجوداتی که تحت یک دولت نظامی زندگی می‌کنند و اتحادیه کارداسیا، یک امپراتوری بین‌ستاره‌ای که سیارات دیگر را اشغال می‌کند، به ویژه باژور، را کنترل می‌کنند، معرفی می‌شوند. هنگامی که «پیشتازان فضا: عمق فضای نهم» در سال ۱۹۹۳ راه‌اندازی شد، نویسندگان آن وقایع آن را در مجاورت Bajor در پی اشغال کارداسیا قرار دادند.
کارداسیایی‌ها در طول سریال به دشمنان اصلی تبدیل شدند و چندین شخصیت دوره‌ای از جمله Elim Garak (اندرو رابینسون) و گول دوکات (مارک آلیمو) توسعه یافتند.
کارداسیایی‌ها از سیاره کارداسیا پرایم در ربع آلفا سرچشمه می‌گیرند. آن‌ها پوست خاکستری و گردن چین‌خورده پهنی دارند و چین‌هایی نیز روی پیشانی، بازوها و پاهایشان دیده می‌شود. این موجودات از نسل خزندگان هستند و به گرما و فضاهای تاریک علاقه زیادی دارند. سیاره آن‌ها نیز بسیار گرم و ابری است. یکی دیگر از ویژگی‌های کارداسیایی‌ها کمال‌گرایی آن‌هاست که از سنین پایین آموزش داده می‌شود.
بورگ‌ها، کارداسی‌ها را به عنوان "گونه ۲۲۹۰" می‌شناسند.
حکومت امپراتوری کارداسیا (که اتحادیه کارداسیا نیز نامیده می‌شود) معمولاً نوعی دیکتاتوری نظامی است، اگرچه در حدود سال ۲۳۷۰ یک دوره کوتاه دموکراسی وجود داشت. از همان اولین برخوردها با فدراسیون، روابط بین این دو امپراتوری با بی‌اعتمادی و خصومت آشکار یا پنهان و درگیری‌های مرزی همراه بود. امپراتوری کارداسیا مدعی تعدادی از سیارات بود که توسط فدراسیون مستعمره شده بودند. پس از مذاکرات طولانی، تبادل مناطق مورد مناقشه صورت گرفت و مرز مشخصی بین دو قدرت تعیین شد.
پس از سال‌ها اشغال Bajor و یک توافق صلح بر سر سیارات مورد مناقشه، ایستگاه فضایی Terok Nor که بعدها Deep Space Nine نامیده شد، تحت نظارت Starfleet قرار گرفت. مدت کوتاهی پس از ورود پرسنل Starfleet به ایستگاه، مشخص شد که در سیستم Bajor یک کرم‌چاله پایدار به ربع گاما وجود دارد. این کشف دوباره منجر به افزایش تنش در اطراف ایستگاه فضایی استراتژیک شد.
مدت کوتاهی پس از آن، امپراتوری کارداسیا تا حد زیادی توسط کلینگون‌ها اشغال شد. یک اشغال عمومی با مداخله غیررسمی فدراسیون جلوگیری شد.
چند سال پس از کشف کرم‌چاله، Dominion به ربع آلفا حمله کرد و امپراتوری کارداسیا به Dominion در مبارزه با سایر قدرت‌های ربع آلفا و بتا پیوست. ترکیبی از Jem'Hadar و واحدهای کارداسیایی مناطق اشغالی را بازپس گرفتند و کلینگون‌ها را از فضای کارداسیا بیرون راندند. در حالی که کارداسیایی‌ها در ابتدا فکر می‌کردند که این یک اتحاد بین برابرها خواهد بود، اما خیلی زود توسط Dominion سرکوب شدند. علاوه بر تلفات سنگین فدراسیون، کلینگون‌ها و بعداً رومولان‌ها، امپراتوری کارداسیا بالاترین قیمت را با این اتحاد فاجعه‌بار پرداخت: در آستانه شکست، Dominion یک قتل‌عام دسته جمعی در میان مردم کارداسیا انجام داد.

## نظم ابسیدی
کارداسیایی‌ها یک سرویس اطلاعات نظامی قدرتمند به نام نظم ابسیدین دارند. این نظم به عنوان یکی از کارآمدترین و بی‌رحم‌ترین سازمان‌ها در کهکشان شناخته می‌شد. نظم ابسیدین حتی اگر ممکن بود، از رقیب خود، Tal Shiar رومولان‌ها، کارآمدتر بود. گفته می‌شود هیچ کارداسیایی نمی‌توانست بدون اینکه نظم هر لقمه را ثبت کند، غذا بخورد. Enabran Tain رئیس سابق نظم ابسیدین بود و تنها کسی بود که تا به حال بازنشسته شده است. Elim Garak، پسر تین و تبعیدی در Deep Space Nine، تا زمان تبعیدش مأمور نظم ابسیدین بود. رسماً، سرویس اطلاعاتی مجاز به داشتن سفینه‌های ستاره‌ای نیست، اما به نظر می‌رسد که آن‌ها یک ناوگان فضایی قدرتمند در اختیار دارند که از کنترل مقامات مرکزی خارج شده است. بیشتر این ناوگان به همراه ناوگان Tal Shiar در تلاش برای خنثی کردن Dominion در قلمرو خود نابود شدند.
نظم ابسیدین روی کاغذ تابع Detaparaad، دولت غیرنظامی کارداسیا بود، اما در عمل، نظم قدرت خود را با فرماندهی مرکزی، بازوی نظامی اتحادیه کارداسیا، تقسیم می‌کرد. پس از اینکه نظم تقریباً در برابر Dominion نابود شد، کنترل فرماندهی مرکزی بر جامعه کاهش یافت و Detaparaad در عمل قدرت عالی را به دست آورد. در نتیجه، اتحادیه کارداسیا به یک دموکراسی تبدیل شد.

## نظام قضایی
در سیستم حقوقی کارداسیا، طبق قسمت Tribunal سریال پیشتازان فضا، یک مظنون همیشه مجرم است و حکم (تقریباً همیشه مجازات اعدام) قبل از محاکمه تعیین می‌شود. محاکمه باید پیروزی خیر بر شر را نشان دهد تا شهروندان کارداسیایی همیشه احساس امنیت کنند. افراد زیر در دادگاه حضور دارند:
- آرکان قاضی و دادستان است. او از شهود بازجویی می‌کند و جلسه را رهبری می‌کند.
- مجرم باید «اعتراف زیبایی» کند.
- نستور به مجرم مشاوره می‌دهد.
- مسئول حفظ نظم عمومی، یک محاکمه «زیبا» را تضمین می‌کند.
- اعضای خانواده متهم نیز حضور دارند تا مردم آن‌ها را در حال گریه کردن برای اعمال مجرم ببینند.

## ارتش
منافع نظامی اتحادیه کارداسیا توسط گارد کارداسیا دفاع می‌شود. گارد کارداسیا تحت فرماندهی مرکزی است. فرماندهی مرکزی به همراه نظم ابسیدین، در رأس اتحادیه قرار دارند. Detaparaad تنها قدرت اسمی بر هر دو سازمان دارد. گارد کارداسیا به دوازده دسته تقسیم می‌شود و توسط شبه‌نظامیان نیز کمک می‌شود.
گارد کارداسیا سه درجه شناخته شده دارد:
- **لگیت:** بالاترین درجه که قابل مقایسه با درجه دریاسالار در اخترناوگان است. لگیت‌ها در فرماندهی مرکزی حضور دارند.
- **گول:** قابل مقایسه با درجه ناخدا (کاپیتان) در اخترناوگان. علاوه بر فرماندهی سفینه‌های ستاره‌ای، گول‌ها می‌توانند وظایف دیگری مانند اداره سرزمین‌های کارداسیا یا فرماندهی یک دسته یا یک ایستگاه فضایی را نیز بر عهده داشته باشند.
- **گلین:** درجه‌ای قابل مقایسه با ستوان. بسیاری از گلین‌ها زیردست مستقیم یک گول هستند.

سفینه‌های ستاره‌ای گارد کارداسیا عمدتاً برای جنگیدن در تشکیلات منظم ساخته شده‌اند. سفینه‌های ستاره‌ای کلاس Keldon و کلاس Galor اکثریت قریب به اتفاق ناوگان کارداسیا را تشکیل می‌دهند.